# Анатоликон
Темата Анатоликон (на старогръцки: Άνατολικόν [θέμα], Anatolikon [Thema], θέμα Άνατολικῶν, thema Anatolikōn) е византийска тема в централна Мала Азия (днешна Турция). Към средата на 8 век тя е най-важната византийска тема.

## История
Заедно с трите начални теми е създадена през средата на 7 век. Темата получава името от „Анатоликите“, войската на magister militum per Orientem (латински: Oriens = на старогръцки: Άνατολῆ, Anatolē), която се е оттеглила там заради ислямските завоевания.
Като тема е спомената за пръв път през 669 г. Понеже граничи директно с вражеския Арабски халифат и е подпомагана от императорите от Сирийската династия, темата и нейната армия играят важна роля в арабско-византийските войни през 7 – 10 век и била най-важната във Византия. През 714 г. тогавашният стратег (stratēgós) на Анатоликон, Лъв Исавър, сам се провъзглася за император (Лъв III). През 803 г. въстава стратегът Барданес Туркос. След 10 век се радва на относително мирен период докато попада под властта на селджукските турци в края на 1070-те години.
Темата Анатоликон е спомената за последен път в източниците през 1077 г., когато нейният стратег, Никифор Вотаниат, се обявява за император.
Столица на темата е Аморион до разграбването през 838 г. След това резиденцията на стратега вероятно е в близкия Полиботос.